# Hideki Katsura
Hideki Katsura (jap. 桂 秀樹 Katsura Hideki; ur. 6 marca 1970) – japoński piłkarz występujący na pozycji pomocnika.

## Kariera klubowa
Od 1992 do 2003 roku występował w klubach Yokohama Flügels, Kawasaki Frontale i Sagawa Express Tokyo.